# تورپین (ویرجینیا)
تورپین، ویرجینیا (به انگلیسی: Turpin, Virginia) یک محدوده ثبت‌نشده در ایالات متحده آمریکا است که در شهرستان کینگ ویلیام ایالت ویرجینیا واقع شده‌است.